# فرودگاه کوهستانی استیونس
فرودگاه کوهستانی استیونس (به انگلیسی: Stevens Mountain Airport) یک فرودگاه خصوصی است که یک باند فرود چمن دارد و طول باند آن ۳۰۴ متر است. این فرودگاه در کشور ایالات متحده آمریکا قرار دارد و در ارتفاع ۳۰۴ متری از سطح دریا واقع شده است.